# 畏光
畏光中医又称羞明，是眼对光线的敏感性增加与耐受性下降所致的症状，其表现包括：光刺激造成眼部不适而眯眼视物、难以睁眼、流泪、眼痛甚至头痛、眼睑痉挛，造成患者对光躲避或厌恶，因此有学者将之称为“恶光”（photoaversion）。
术语 photophobia 含有词根 -phobia（恐懼症）直译为“恐光症”，但此为医学英语造词时的不精确，属于误称（misnomer），与与心理精神状态无关，更非恐惧症的一种类型。由于具有眼睛的动物均有趋光性，不会对光线心生恐惧；若是病患對光有非理性恐懼，是指日光恐惧症（heliophobia）。

## 病因
患者可能因爲眼睛、神經系統、遺傳等身體病況或其他原因，導致其發展出畏光。
隨著光綫的增加，畏光可能會在視覺系統各部分因爲各種原因而出現，例如：
- 過多光綫進入眼球。如果眼睛受損，例如角膜刮傷[9]、視網膜損傷或瞳孔無法正常收縮（動眼神經受損），過多的光綫會進入眼睛。
- 白化症患者，眼睛有色部分（虹膜）會缺乏色素，導致虹膜變得半透明。虹膜因而無法完全阻擋光綫進入眼球。[10]
- 視網膜感光细胞被過度刺激
- 對視神經過度電脈衝
- 中樞神經系統反應過度

畏光的常見原因包括偏頭痛、顳下頜關節、白内障、乾燥症、輕度創傷性腦損傷 ( MTBI ) 或嚴重眼科疾病，如虹彩炎或角膜刮傷。 亦有其他原因：

### 眼睛相關原因
和眼睛本身直接相關的畏光原因包括：
- 全色盲[12]
- 無虹膜症[9]
- 抗膽鹼藥物可能令虹膜括約肌癱瘓，因而導致畏光[來源請求]
- 無晶狀體[13]
- 瞼緣炎[14]
- 牛眼症[9]
- 白內障[9]
- 眼器官先天性缺損
- 錐體營養不良[9]
- 眼睛先天異常[9]
- 病毒性結膜炎[15]
- 角膜刮傷[9]
- 角膜失養症[9]
- 角膜潰瘍[16]
- 角膜異物或角膜炎損壞角膜上皮[9]
- 晶狀體易位症[9]
- 感染性眼內炎[9]
- 霰粒腫、表層鞏膜炎、圓錐角膜或視神經發育不全等疾病、受傷或感染導致的眼外傷[9]
- 水眼或先天性青光眼[9]
- 虹膜炎[9]
- 異維A酸已確認與畏光有密切關係[17]
- 視神經炎[9]
- 色素擴散症候群[13]
- 自然或化學引致的瞳孔擴張[13]
- 視網膜剝離
- 環繞角膜或鞏膜的疤[9]
- 葡萄膜炎[9]

### 神經系統相關
畏光的神經系統相關原因包括：
- 自閉症譜系障礙[18]
- 小腦扁桃體下疝畸形
- 失讀症[19]
- 腦炎[9]，包括慢性疲勞症候群[20]
- 腦膜炎[9]
- 三叉神經紊亂引致中樞敏感 (因此引發多種相關超敏反應)。原因可能是咬傷，牙齒感染等[21]
- 進行性上眼神經核麻痺症[22]
- 蛛網膜下腔出血[23]
- 顱腔后凹瘤[9]
- 視雪症以及其他許多癥狀。[24][25]
- 创伤性脑损伤
- 中風[26]

### 其他原因
- 強直性脊柱炎[27]
- 白化症[10]
- 核黃素缺乏症[28]
- 苯二氮䓬類藥物[29][30]
- 化學治療[9]
- 基孔肯雅熱[31]
- 胱胺酸症[9]
- 藥物戒斷
- 埃勒斯-當洛二氏症候群
- 傳染性單核白血球增多症[32]
- 流行性感冒[33]
- 低血鎂症[34]
- 汞中毒[35]
- 偏頭痛[36]
- 狂犬病[37]
- 二型酪氨酸血症[9]
- 上耳道裂開症候群[38]

## 治療
畏光可以從根本原因治療，包括眼睛、神經系統或其他原因。如果能夠識別及治療觸發畏光的因素或根本原因，畏光可能會消失。有時，也會讓患者使用有色眼鏡。 

## 人造光
即使是中等强度的人造光，畏光患者也可能會感到眼睛疼痛，並避免接觸人造光源。畏光患者也難以忍受環境水平的人造光，他們會調暗或移除光源，或者進入光綫較弱的房間，例如由房間外光折射進入照亮的房間。患者也可以戴深色太陽眼鏡、可過濾周邊光綫的太陽眼鏡、闊邊太陽帽或棒球帽。某些畏光患者可以使用精確的有色鏡片，如阻擋光譜中綠色到藍色的鏡片，這些鏡片能夠有效幫助畏光患者舒緩症狀，同時不會令視力模糊或阻礙視覺。  
其他舒緩畏光的方法包括：使用有色隱形眼睛和/或使用處方眼藥水來令瞳孔收縮，從而減少光綫進入眼球。然而，因爲維持正常視力需要適量的光綫，這種方法在特定條件下可能會受到限制。擴張滴劑也可以用來幫助舒緩由於照明/偏頭痛刺激引發的肌肉痙攣或癲癇引致的眼痛，使患者在黑暗或昏暗的房間中能“擺脫偏頭痛”。
扩张滴剂还可以帮助缓解由照明/偏头痛引发的肌肉痉挛或癫痫发作引起的眼痛，使人能够在黑暗或昏暗的房间中“摆脱偏头痛”。斯特林厄姆和哈蒙德在食品科学期刊上發表論文，研究使用葉黃素和玉米黃素影響視覺表現的研究文獻，指出物質能令人眩光的敏感性降低。 

## 失能
除非畏光患者能夠得到合適的便利，例如在員工着裝守則禁止佩戴有色眼睛時允許佩戴有色眼睛（根據《美國殘疾人法》 ，雇主可能需要為員工提供此類眼镜），畏光可能會令患者難以或不能在充滿光綫的地方工作（例如大賣場、機場、警察局、現代監獄、圖書館、醫院、倉庫、辦公室、車間、教室、法庭、超市等）。一些患者可能因此能更好地在夜間工作，或者更容易適應夜間的工作場所。
然而，住宅、商業和工業區的各種夜間照明，例如LED燈（發光二極管），可能對畏光患者同樣不利。  
越來越多皮卡和運動型多用途車使用强力LED前照燈，令更多駕車人士、自行車使用者及行人報告出現畏光。